# IBurst

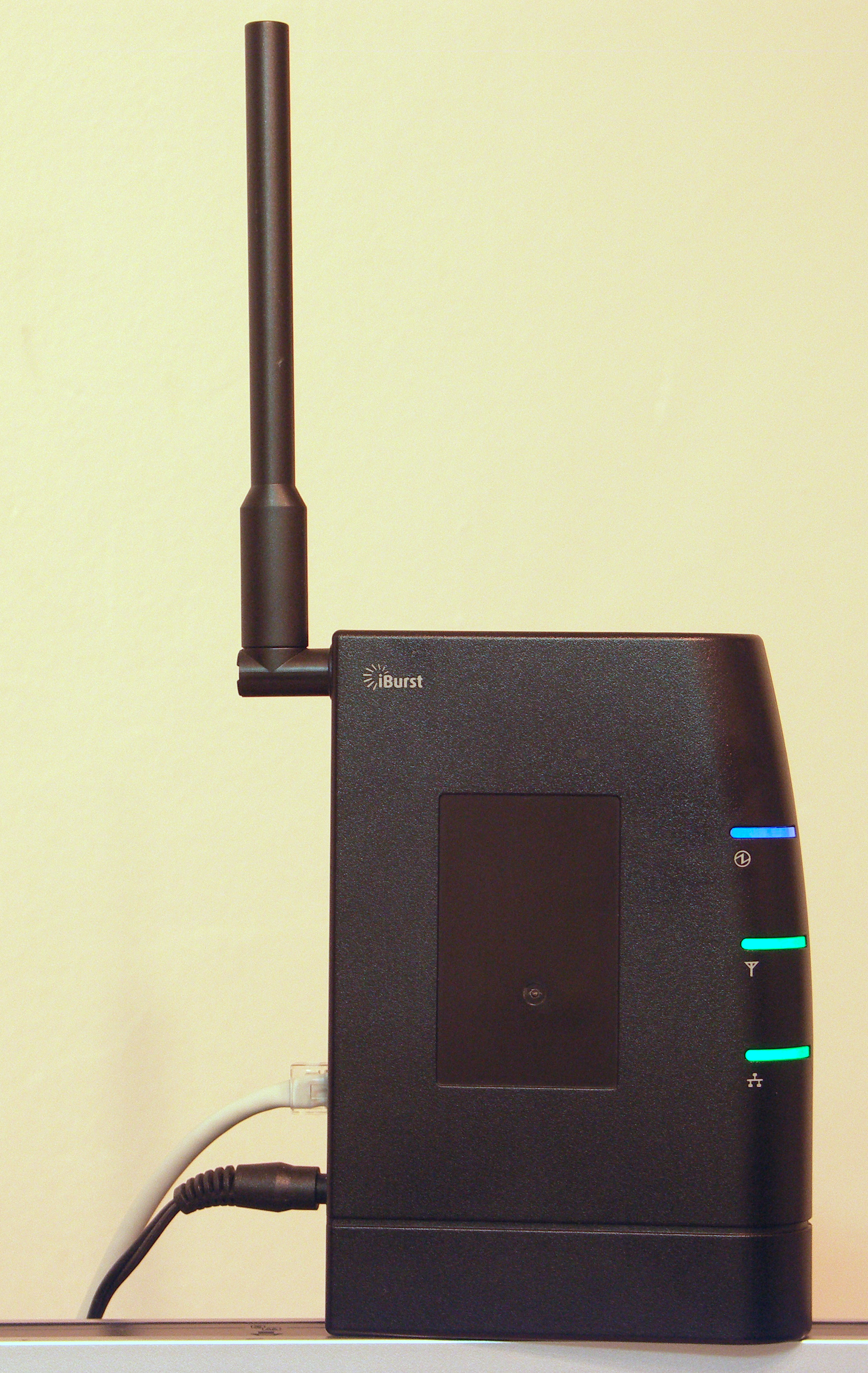
Le IBurst

iBurst ou i-Burst ou (appelé HC-SDMA (High Capacity Spatial Division Multiple Access) par ArrayComm) est une implémentation de la norme ANSI (ATIS) pour le transport des données en mode paquets en utilisant les ondes radios, autrement dit sans fils. 
La ratification de la norme IEEE 802.20 devrait assurer, dans sa version TDD (Time Division Duplex) telle que proposée actuellement, une compatibilité ascendante avec i-Burst.